# バングラデシュ関係記事の一覧
バングラデシュ関係記事の一覧（バングラデシュかんけいきじのいちらん）では、バングラデシュに関係する記事を一覧する。

## あ行
- アジアハイウェイ1号線
- アメリカ合衆国国務省南・中央アジア局 - 同国はこの局の管轄下にある
- イスラム教
- イスラム協会 (バングラデシュ)
- インド - 隣国
  - インド・バングラデシュ国境の飛地群 - かつて両国の国境に存在していた数々の飛地。日本ではクーチ・ビハールの名での認識が強い。2015年8月1日に両国の領土交換で解消
  - インド北東部地震
  - インド北東部地震 (2016年)
- インド洋
- 宇宙研究リモートセンシング機構
- ウルドゥー語

## か行
- 各年のバングラデシュの一覧（英語版）
- ガンジス川
- 汽水域
- キリスト教
- クーチ・ビハール県 - インド・西ベンガル州に属する県。同県南部がバングラデシュとの国境となっており、飛地問題の火種として注目されていた
- クリケット - 同国で人気の高いスポーツである
- クリケット・ワールドカップ
- 国際クリケット評議会
- 国会 (バングラデシュ)
- コックスバザール空港

## さ行
- サッカーバングラデシュ代表
- サイクロン
  - サイクロン・シドル
  - サイクロン・ナルギス
- 在日バングラデシュ人
- 在バングラデシュ外国公館の一覧
- 在バングラデシュ日本国大使館
- シャーアマーナト国際空港
- シャージャラル国際空港
- シャプラニール - 日本のNGOで、正式名称は『特定非営利活動法人シャプラニール＝市民による海外協力の会』。シャプラニールとはベンガル語で「睡蓮の家」を意味する
- シュンドルボン - 同国の世界遺産。元はベンガル語で「美しい森」を意味する語
- 人口爆発 - 同国で問題となっている
- 新開発銀行 - 2021年に加盟

## た行
- ダッカ
- ダッカ動物園
- ダッカ日航機ハイジャック事件
- ダハラ・カグラバリ - かつてはインド領の飛地として存在していた
- ダッカ・レストラン襲撃人質テロ事件
- チッタゴン
- チッタゴン丘陵地帯
- 天使のまなざしプロジェクト - 同国支援を目的として立ち上げられた日本の組織
- 統一インド

## な行
- 日本・イスラム交易協会
- 日本とバングラデシュの関係
- ネパール地震 (2015年)
- NEXT11

## は行
- パキスタン - かつての宗主国で前身でもあった
  - パキスタンの降伏文書 - バングラデシュ独立戦争
  - 東パキスタン - 同国の旧称ならびに宗主国のパキスタンに属していた地域
- バゲルハットのモスク都市
- パハルプールの仏教寺院遺跡群
- ハラール
- バングラデシュ海軍艦艇一覧
- バングラデシュ銀行
- バングラデシュサッカー連盟
- バングラデシュ独立戦争
- バングラデシュとフィリピンの関係
- バングラデシュとブルネイの関係
- バングラデシュとマリの関係
- バングラデシュの空港の一覧
- バングラデシュのスポーツ
- バングラデシュの政党
- バングラデシュの繊維産業
- バングラデシュの大統領
- バングラデシュの副大統領
- バングラデシュの鉄道
  - バングラデシュ鉄道
- バングラデシュの都市の一覧
- バングラデシュの歴史
- バングラデシュ・プレミアリーグ
- バングラデシュ・プレミアリーグ (クリケット)
- ビーマン・バングラデシュ航空
- ヒンドゥー教
- フェニ川
- ブラマプトラ川
- ベンガル語 - バングラデシュにおける公用語
- ベンガル人 - バングラデシュの住民。同国において主要となる民族でもある
- ベンガル分割令
- ベンガル湾

## ま行
- マングローブ - 同国に存在する森林
- 南アジア
- 南アジア地域協力連合 - 同国が加盟している
- ミャンマー - 隣国
  - ミャンマー地震 (2016年4月)
- ムフリ川
- メグナ川
- モングラ港

## ら行
- ロヒンギャ - ミャンマーのラカイン州に住む人々で、現在は難民指定を受けている割合が高い。なお、ミャンマーではロヒンギャの存在そのものが否定されている

## 英数字
- USバングラ航空
- 1970年のボーラ・サイクロン

## 関係記事
- Category:バングラデシュ